# 犬のおまわりさん てのひらワンコ3D
『犬のおまわりさん てのひらワンコ3D』（いぬのおまわりさん てのひらワンコスリーディー）は、2011年公開の日本の映画作品。

## ストーリー
とある平和な街の交番に勤務する新人警察官は少年が拾ったというゴールデンレトリバーの仔犬を預かる。しかし2006年の遺失物法の改正で「交番では犬を預かれなくなった」ため、保健所の愛護センターに相談する。しかし「1週間たって飼い主が現れない場合は処分される」ことを知った警察官は仔犬を自分のアパートへ持って帰ることとなった。しかしこのアパートは「ペット厳禁」。悪戦苦闘する彼にさらに仔犬の兄弟2匹が加わり、合計3頭の仔犬と警察官の共同生活は続く。

## キャスト
- 愛沢健（主人公の警察官）：中尾明慶
- 瀬田正志（先輩の警察官）：川原和久
- 伴喜美子（愛護センター職員）：中村ゆり
- 増川：ひぐち君（髭男爵）
- 常連客：山田ルイ53世（髭男爵）
- 天野澄子：伊藤裕子
- 三枝：螢雪次朗